# Lista över Amigaspel
Detta är en lista över datorspel för Amiga, organiserad alfabetiskt och uppdelad på följande artiklar:
- Lista över Amigaspel/A–H
- Lista över Amigaspel/I–O
- Lista över Amigaspel/P–Z